# Línea 24 (Córdoba)
La Línea 24 es una línea de transporte urbano de pasajeros de la ciudad de Córdoba, Argentina. El servicio está actualmente operado por la empresa TAMSE.
Anteriormente el servicio de la línea 24 era denominada como A4 desde 2002 por la empresa Ciudad de Córdoba, hasta que el 1 de marzo de 2014, la A4 se fusiona como 24 operada por la misma empresa, hasta el 31 de julio del mismo año, ciudad de Córdoba deja de prestar servicio a los corredores 2 y 7, y estos pasan a manos de ERSA Urbano donde esta operó hasta el 1º de marzo de 2024, pasando a manos de TAMSE el 9 de agosto del mismo año donde es operado actualmente. Frente del canal 10 tiene una parada.

## Recorrido
De barrio Marqués de Sobremonte a barrio Inaudi.  
 Servicio diurno.
IDA: De Bv. Lorenzo Suarez de Figueroa y Fray Miguel de Mújica – por esta – Tristán de Tejeda – Diego Díaz – Bv. F. Toledo de Pimentel – Av. Juan Espinosa Negrete – Gaspar de Medina – Av. Monseñor Pablo Cabrera – Javier Lascano Colodrero – Pedro Feliciano Cavia – Fray Luis Beltrán – Av. Monseñor Pablo Cabrera – Av. Castro Barros – Av. Santa Fe – Av. Colon – Av. Emilio Olmos – Salta – Obispo Salguero – Leopoldo Lugones – Plaza España – Av. Hipólito Yrigoyen – Av. Enrique Barros – Av. Ciudad de Valparaíso hasta Eugenio Igarzabal. 
REGRESO: Inicio Vuelta Redonda) de Av. Ciudad de Valparaíso y Eugenio Igarzabal – por esta – Ramón Barrera – Cabo Pcpal. Carlos A Cueva – Soldado Pizarro – Sgto. Darío Rolando Ríos – Cap. Luis Darío Castagnari – Cab. 1.º José Alberto Maldonado – Meisner – Cab. Adolfo Ernesto Molina – Gira a la derecha 60 m – Ingreso a calle pública B° Posta de Vargas Anexo – Gira a la izquierda 140 m – Gira a la izquierda 60 m – Cab. Adolfo Ernesto Molina – Meisner – Cab. 1.º José Alberto Maldonado – Lastra – Tte. Mario Hector Nivoli – Av. Ciudad de Valparaíso – hasta Eugenio Igarzabal – (Final Vuelta Redonda) – Av. Ciudad de Valparaíso – Elías Yofre – Av. Rogelio Nores Martínez – Haya de la Torre – Bv. Enrique Barros – Av. Concepción Arenal – Av. Hipólito Yrigoyen – Túnel Plaza España – Bv. Chacabuco – Bv. Arturo Illia – Bv. San Juan – Mariano Moreno – Rodriguez Peña – Av. Colón – Av. Santa Fe – Av. Castro Barros – Av. Monseñor Pablo Cabrera – Bv. Lorenzo Suarez de Figueroa – Alonso de Cámara – Fray Luis Beltrán – Pedro Feliciano Cavia – Javier Lascano Colodrero – Av. Monseñor Pablo Cabrera – Céliz de Quiroga – Pérez Correa – Diego Díaz – Fray Miguel Mujica hasta Bv. Lorenzo Suarez de Figueroa.